# Anna Gut
Anna Gut (ur. 1976) – polska urzędniczka państwowa, w latach 2015–2016 p.o. prezesa Agencji Rynku Rolnego. W latach 2018–2019 zastępca dyrektora generalnego Krajowego Ośrodka Wsparcia Rolnictwa.

## Życiorys
Ukończyła Wyższą Szkołę Administracyjno-Społeczną w Warszawie. Pracowała w Agencja Restrukturyzacji i Modernizacji Rolnictwa oraz Kancelarii Prezydenta RP. Wieloletnia pracownik Agencji Rynku Rolnego, po odwołaniu Radosława Szatkowskiego kierowała instytucją do czasu powołania Łukasza Hołubowskiego. Od 2018 do 2019 była zastępcą dyrektora generalnego Krajowego Ośrodka Wsparcia Rolnictwa.  
Jest mężatką, ma córkę i syna.